# Дискография Lifehouse
На данный момент дискография американской альтернативной группы Lifehouse состоит из шести студийных альбомов, двух мини-альбомов, одного DVD и четырнадцати синглов. Дебютный сингл группы «Hanging by a Moment» занял первое место в годовом чарте US Billboard Hot 100 в 2001 году. Их дебютному альбому No Name Face Австралийская ассоциация звукозаписывающих компаний присвоила статус дважды платинового.
В 2010 году группа выпустила пятый альбом Smoke & Mirrors. Он дебютировал на 6 позиции чарта Billboard 200. Первый сингл с этого альбома «Halfway Gone» попал в op 50 чарта Billboard Hot 100.

## Альбомы

### Студийные альбомы
| Название                                                                                               | Детали                                                                        | Позиции в чартах | Позиции в чартах | Позиции в чартах | Позиции в чартах | Позиции в чартах | Позиции в чартах | Позиции в чартах | Позиции в чартах | Позиции в чартах | Позиции в чартах | Продажи         | Сертификации                          |
| Название                                                                                               | Детали                                                                        | US               | AUS              | AUT              | CAN              | FRA              | GER              | JPN              | NLD              | NZ               | SWE              | Продажи         | Сертификации                          |
| --- | ----------------------------------------------------------------------------- | ---------------- | ---------------- | ---------------- | ---------------- | ---------------- | ---------------- | ---------------- | ---------------- | ---------------- | ---------------- | --------------- | ------------------------------------- |
| No Name Face                                                                                           | - Релиз: 31 октября 2000 - Лейбл: DreamWorks - Форматы: CD, digital download  | 6                | 10               | —                | 4                | —                | 55               | 50               | 20               | 7                | —                | - US: 2 300 000 | - US: 2х Платиновый - CAN: Платиновый |
| Stanley Climbfall                                                                                      | - Релиз: 17 сентября 2002 - Лейбл: DreamWorks - Форматы: CD, digital download | 7                | 39               | —                | 9                | —                | 65               | 44               | 79               | 25               | 47               | - US: 398 000   |                                       |
| Lifehouse                                                                                              | - Релиз: 22 марта 2005 - Лейбл: Geffen - Форматы: CD, digital download        | 10               | —                | —                | —                | 163              | —                | 143              | —                | —                | —                | - US: 850 000   | - US: Золотой                         |
| Who We Are                                                                                             | - Релиз: 18 июня 2007 - Лейбл: Geffen - Форматы: CD, digital download         | 14               | —                | —                | —                | —                | —                | 185              | —                | —                | —                | - US: 750 000   | - US: Золотой                         |
| Smoke & Mirrors                                                                                        | - Релиз: 2 марта 2010 - Лейбл: Geffen - Форматы: CD, digital download         | 6                | —                | 44               | 15               | —                | 38               | —                | 40               | 40               | —                |                 |                                       |
| Almería                                                                                                | - Релиз: 11 декабря 2012 - Лейбл: Geffen - Форматы: CD, digital download, LP  | 55               | —                | —                | —                | —                | —                | —                | —                | —                | —                |                 |                                       |
| Out of the Wasteland                                                                                   | - Релиз: 26 мая 2015 - Label: Ironworks Music - Formats: CD, digital download | 14               | 96               | —                | —                | —                | 95               | —                | —                | —                | —                |                 |                                       |
| Символ «—» означает, что релиз либо не участвовал в данном чарте, либо не был выпущен в данной стране. |                                                                               |                  |                  |                  |                  |                  |                  |                  |                  |                  |                  |                 |                                       |

### Мини-альбомы
| Название                     | Детали                                                                |
| ---------------------------- | --------------------------------------------------------------------- |
| Diff's Lucky Day (как Blyss) | - Релиз: 1999 - Лейбл: Independent - Форматы: CD                      |
| Live Session EP              | - Релиз: 20 сентября 2005 - Лейбл: Geffen - Форматы: Digital download |
| Halfway Gone Remixes         | - Релиз: 6 апреля 2010 - Лейбл: Geffen - Форматы: Digital download    |

### DVD
- 2005 — Everything (Компиляция лучших моментов, музыкальных видео, синглов и записей с концертов)

## Синглы
| Название                                                                                               | Детали | Позиции в чартах | Позиции в чартах | Позиции в чартах | Позиции в чартах | Позиции в чартах | Позиции в чартах | Позиции в чартах | Позиции в чартах | Позиции в чартах | Сертификации                 | Альбом            |
| Название                                                                                               | Детали | US               | AUS              | AUT              | CAN              | GER              | IRE              | NLD              | NZ               | UK               | Сертификации                 | Альбом            |
| --- | ------ | ---------------- | ---------------- | ---------------- | ---------------- | ---------------- | ---------------- | ---------------- | ---------------- | ---------------- | ---------------------------- | ----------------- |
| Hanging by a Moment                                                                                    | 2000   | 2                | 1                | —                | —                | 62               | 42               | 31               | 6                | 25               | - AUS: 2х Платиновый         | No Name Face      |
| Sick Cycle Carousel                                                                                    | 2001   | —                | —                | —                | —                | 93               | —                | 71               | 47               | —                |                              | No Name Face      |
| Breathing                                                                                              | 2001   | 115              | —                | —                | —                | —                | —                | —                | —                | —                |                              | No Name Face      |
| Spin                                                                                                   | 2002   | 71               | 57               | —                | —                | 81               | —                | 93               | 25               | —                |                              | Stanley Climbfall |
| Take Me Away                                                                                           | 2003   | —                | —                | —                | —                | —                | —                | —                | —                | —                |                              | Stanley Climbfall |
| You and Me                                                                                             | 2005   | 5                | 30               | —                | —                | —                | —                | —                | 39               | —                | - US: Золотой - AUS: Золотой | Lifehouse         |
| Blind                                                                                                  | 2005   | —                | —                | —                | —                | —                | —                | —                | —                | —                |                              | Lifehouse         |
| First Time                                                                                             | 2007   | 26               | —                | —                | 47               | —                | —                | —                | 31               | —                |                              | Who We Are        |
| Whatever It Takes                                                                                      | 2007   | 33               | —                | —                | —                | —                | —                | —                | —                | —                |                              | Who We Are        |
| Broken                                                                                                 | 2008   | 83               | —                | —                | 84               | —                | —                | —                | 21               | —                | - US: Платиновый             | Who We Are        |
| Halfway Gone                                                                                           | 2009   | 50               | 30               | 40               | 67               | 35               | —                | 14               | 34               | —                |                              | Smoke & Mirrors   |
| All In                                                                                                 | 2010   | 101              | 71               | —                | —                | —                | —                | 88               | —                | —                |                              | Smoke & Mirrors   |
| Falling In                                                                                             | 2011   | —                | —                | —                | —                | —                | —                | —                | —                | —                |                              | Smoke & Mirrors   |
| Between the Raindrops (с Наташей Бедингфилд)                                                           | 2012   | 79               | —                | —                | 16               | —                | —                | —                | —                | —                |                              | Almería           |
| Символ «—» означает, что релиз либо не участвовал в данном чарте, либо не был выпущен в данной стране. |        |                  |                  |                  |                  |                  |                  |                  |                  |                  |                              |                   |

### Другие синглы из чартов
| Год  | Название             | Позиции в чартах | Позиции в чартах | Альбом          |
| Год  | Название             | US               | CAN              | Альбом          |
| ---- | -------------------- | ---------------- | ---------------- | --------------- |
| 2007 | From Where You Are A | 61               | —                | Smoke & Mirrors |
| 2010 | It Is What It Is     | 101              | 91               | Smoke & Mirrors |

A «From Where You Are» — песня была использована в рекламе Allstate Teen Driving и попала в чарты благодаря цифровому скачиванию.

### Другие песни
| Песня                  | Год       | Альбом                                        | Примечания                                              |
| ---------------------- | --------- | --------------------------------------------- | ------------------------------------------------------- |
| You Belong to Me       | 2001      | Shrek: Music from the Original Motion Picture | Сольная песня Джейсона Уэйда                            |
| Something              | 2001/2002 | Last Call With Carson Daly                    | Дань памяти Джорджу Харрисону                           |
| Everybody Is Someone   | 2004      | Саундтрек к фильму Одержимость                |                                                         |
| Somewhere Only We Know | 2005      | Live on Yahoo Live                            |                                                         |
| Good Enough            | 2006      | Саундтрек к мультфильму Большое путешествие   |                                                         |
| If This Is Goodbye     | 2007      | Bratz: Motion Picture Soundtrack              | Сторона «Б» с альбома Who We Are                        |
| Silent Night           | 2007      | Silent Night — Single                         | Песня была выпущена на iTunes, как праздничный сингл    |
| Beast of Burden        | 2007      | Stripped Music Sessions                       | Дань памяти крёстному отцу рока — группе Rolling Stones |

### Видеоклипы
- «Hanging by a Moment» (2001)
- «Sick Cycle Carousel» (2001)
- «Breathing» (2002)
- «Spin» (2003)
- «You and Me» (2005)
- "Blind (2005)
- «First Time» (2007)
- «Whatever It Takes» (2007)
- «From Where You Are» (2007)
- «Broken» (2009)
- «Halfway Gone» (2009)
- «All In» (2010)
- «Between the Raindrops» (2012)
- «Always Somewhere Close» (2013)